# Pachycephala philippinensis
Pachycephala philippinensis е вид птица от семейство Pachycephalidae.

## Разпространение
Видът е разпространен във Филипините.